# Juan Manuel Salgueiro
Juan Manuel Salgueiro, vollständiger Name Juan Manuel Salgueiro Silva, (* 3. April 1983 in Montevideo) ist ein uruguayischer ehemaliger Fußballspieler.

## Karriere

### Vereine
Der 1,78 Meter große Offensivakteur Salgueiro gehörte zu Beginn seiner Karriere von 2002 bis Ende 2005 der Mannschaft des Danubio FC an, für die er ab der Saison 2004 saisonübergreifend in 50 Spielen der Primera División auflief und zwölf Treffer erzielte. In der Spielzeit 2004 gewann er mit dem Team die uruguayische Meisterschaft. In der ersten Jahreshälfte 2006 spielte er sodann auf Leihbasis für den spanischen Zweitligisten Real Murcia, in dessen Reihen er neun Zweitligapartien (kein Tor) bestritt. Nach Rückkehr zu Danubio absolvierte er bei den Montevideanern in der Apertura 2006 weitere 15 Begegnungen in der höchsten uruguayischen Spielklasse. Siebenmal wurde er in jener Halbserie als Torschütze notiert. Für die ersten sechs Monate des Jahres 2007 wurde Salgueiro an Necaxa ausgeliehen. Bei den Mexikanern steht ein Tor bei acht Ligaeinsätzen für ihn zu Buche. Im Juli 2007 verpflichtete ihn – ebenfalls leihweise – der argentinische Erstligist Estudiantes de La Plata. Für den Klub aus La Plata wirkte er in 69 Erstligaspielen (sieben Tore), in sechs Begegnungen (zwei Tore) der Copa Sudamericana 2008 und acht Aufeinandertreffen (ein Tor) der Copa Libertadores 2009 mit. Den letztgenannten internationalen Wettbewerb gewann seine Mannschaft. Ende Januar 2010 wechselte er im Rahmen eines weiteren Leihgeschäfts zu LDU Quito. Mit den Ecuadorianern siegte er bei der Recopa Sudamericana 2010, in der er zwei Spiele (kein Tor) bestritt. Auch wurde er in sechs Begegnungen (drei Tore) der Copa Sudamericana 2010 und 39 Erstligapartien (acht Tore) eingesetzt. Anschließend war Salgueiro bis Mitte Juli 2012 bei San Lorenzo aktiv. Für den argentinischen Klub traf er achtmal bei 52 Einsätzen in der Primera División zuzüglich zweier Play-off-Spiele ins gegnerische Tor. Sodann setzte er seine Karriere bis Jahresende 2013 beim Club Olimpia fort. Bei den Paraguayern schoss er elf Tore bei 44 Erstligaeinsätzen und wurde dreimal (kein Tor) in der Copa Sudamericana 2012 sowie 14-mal (fünf Tore) in der Copa Libertadores 2013 eingesetzt. Es folgte eine Karrierestation bei Deportivo Toluca. Dort wirkte er in neun Ligabegegnungen (zwei Tore) und sechs Spielen (ein Tor) der CONCACAF Champions League mit. Ab Juli 2014 gehörte er wieder dem Kader des Club Olimpia an. In dieser zweiten Karrierephase bei den Asunciónern bestritt er 58 Spiele in der höchsten paraguayischen Liga und sechs Partien in der Copa Sudamericana 2015. Mitte Februar 2016 nahm ihn der brasilianische Verein Botafogo FR unter Vertrag. Seine dortige Einsatzstatistik weist für ihn die Beteiligung bei fünf Spielen der Copa do Brasil, in 13 Begegnungen der Staatsmeisterschaft von Rio de Janeiro und bei elf Partien (ein Tor) der Serie A aus. Anfang Februar 2017 trat er ein Engagement beim Club Nacional an. Bislang (Stand: 26. August 2017) stehen dort 25 Einsätze (fünf Tore) in der División de Honor für ihn zu Buche.

### Erfolge
- Uruguayischer Meister: 2004
- Copa Libertadores: 2009
- Recopa Sudamericana: 2010